# Chronica Hannovera
Die Chronica Hannovera ist eine Chronik der Stadt Hannover aus dem 17. Jahrhundert. Das Werk war 1695 anonym gedruckt, jedoch erst 1740 von J. Carl publiziert worden. Fälschlicherweise war die Schrift dem früheren hannöverschen Chronisten Christian Ludwig Kotzebue zugeschrieben worden. Neuere Forschungen ergaben jedoch die Autorschaft des hannoverschen Pfarrers und Historikers Georg Hilmar Ising.